# Сельское поселение Гражданский
Сельское поселение Гражданский — муниципальное образование в Красноармейском районе Самарской области России.
Административный центр — посёлок Гражданский.

## Административное устройство
В состав сельского поселения Гражданский входит один населённый пункт:
- посёлок Гражданский.